# Coucou de Meyer
Chalcites meyerii
Espèce
Statut de conservation UICN

 LC  : Préoccupation mineure
Synonymes
- Chalcites meyeri

Le Coucou de Meyer (Chalcites meyerii) est une espèce d'oiseaux de la famille des Cuculidae. Son aire de répartition s'étend sur la Nouvelle-Guinée.
C'est une espèce monotypique (non subdivisée en sous-espèces).